# Деріл Холл і Джон Оутс
Деріл Холл і Джон Оутс (англ. Daryl Hall and John Oates), знаніший як Hall & Oates, — американський поп-рок-дует, створений у Філадельфії в 1970 році. Деріл Холл зазвичай є головним вокалістом; Джон Оутс переважно грає на електрогітарі та виконує бек-вокал. Вони пишуть більшість пісень, які виконують, окремо чи у співпраці. Вони досягли своєї найбільшої слави з середини 1970-х до кінця 1980-х років завдяки поєднанню рок-н-ролу, соулу та ритм-енд-блюзу.
Хоча їх зазвичай називають Холл і Оутс, Холл був непохитний у тому, щоб дует називався Деріл Холл і Джон Оутс — його офіційна назва. В альбомах вони згадуються як Деріл Холл і Джон Оутс (або Деріл Холл Джон Оутс) у всіх їхніх релізах у США. Дует досяг топ-40 у США з 29 із 33 їхніх синглів, які потрапили до Billboard Hot 100 між 1974 та 1991 роками. Шість із них посіли перше місце: «Rich Girl» (1977), «Kiss on My List» (1980), два релізи 1981 року «Private Eyes» і «I Can't Go for That (No Can Do)» (також Гаряча душа № 1), «Людожер» (1982) і «Поза межами» (1984). До їхніх загальних 16 найкращих американських десяток також входять «She Gone», «Сара Смайл», «Ти здійснюєш мої мрії», «Family Man», «Скажи, що це не так» та «Метод сучасного кохання». Сім їхніх альбомів отримали платиновий статус RIAA, а шість із них — золоті. У Сполученому Королівстві вони досягли успіху з двома альбомами Top Ten і шістьма синглами Top 40, два з яких — «I Can't Go for That (No Can Do)» і «Maneater» — потрапили до десятки кращих. Дует провів 120 тижнів у чарті Top 75 альбомів Великобританії та 84 тижні в чарті Top 75 синглів Великобританії.
Залучаючи до своїх записів найрізноманітніших сесійних музикантів, вони мали довгі робочі відносини з кількома музикантами, які брали участь у багатьох їхніх творах і гастролювали з ними. Серед них гітарист GE Smith, басист Том «Ті-Боун» Волк і мультиінструменталіст Чарльз ДеШант. Крім того, вони співпрацювали з сестрами Сарою Аллен і Джанною Аллен над написанням пісень і композицією.
У 2003 році Hall & Oates були включені до Зали слави авторів пісень. У серпні 2018 року на святкуванні 60-ї річниці Billboard's Hot 100 дует посів 18 місце в списку найкращих 100 виконавців усіх часів і 6 місце в списку найкращих дуетів/гуртів Hot 100. Вони залишаються найуспішнішим дуетом усіх часів, випереджаючи Carpenters, Everly Brothers і Simon & Garfunkel. У вересні 2010 року VH1 поставив дует під №. 99 у своєму списку 100 найвидатніших артистів усіх часів. У квітні 2014 року їх включили до Зали слави рок-н-ролу, а 2 вересня 2016 року вони отримали зірку на Голлівудській алеї слави.

## Історія

### 1967—1972: Становлення та ранні роки
Деріл Франклін Хол (народився в Поттстауні, штат Пенсільванія, 11 жовтня 1946 року) і Джон Вільям Оутс (народився в Нью-Йорку 7 квітня 1948 року) вперше зустрілися в Adelphi Ballroom у Філадельфії в 1967 році. У той час, коли вони познайомилися, кожен очолював власний музичний гурт, Hall з The Temptones, а Оутс з The Masters. Вони були там на змаганні оркестрів, коли між двома ворогуючими бандами почалася стрілянина, і, намагаючись втекти, вони побігли до того самого службового ліфта. Пізніше виявивши, що вони цікавляться тією самою музикою і що обидва навчаються в Філадельфійському університеті Темпл, вони почали регулярно проводити час разом і, зрештою, розділили декілька квартир у місті. В одній із квартир, які вони ділили, на поштовій скриньці було «Hall & Oates», що стало загальним прізвиськом дуету. Їм знадобилося ще два роки, щоб створити музичний дует, а через три роки вони підписали контракт з Atlantic Records і випустили свій дебютний альбом. Вони не почали серйозно працювати разом до 1970 року, коли Оутс повернувся з тривалого перебування в Європі.

### 1972—1974: Перші альбоми
На початку своєї звукозаписної кар'єри Холл і Оутс мали проблеми з чітким визначенням свого звучання, чергуючи фолк, соул, рок і поп. Жоден із їхніх ранніх альбомів — Цільний овес, Покинута обідня зона і War Babies — не був дуже успішним. Попри те, що вони були створені такими відомими продюсерами, як Аріф Мардін і Тодд Рундгрен, вони не мали хіт-синглів протягом цього періоду часу, хоча Покинута обідня зона містив «Вона пішла». Кавер на цю пісню зробили Лу Ролз і Таварес до того, як Atlantic Records перевипустили версію Холла та Оутса в 1976 році. «Вона пішла» у кавер-версії Тавареса досягла першого місця в R&B-чарті в 1974 році Спочатку він був написаний для першої дружини Холла, Бріни Люблін (Холл), і спочатку натхненний тим, що Оутс стояв на побаченні в новорічну ніч. Інший сингл Покинутої обідньої зони, «Поворот у Лас-Вегасі», був написаний про (і згадане за ім'ям) дівчину Холла, стюардесу та майбутню співавторку з написання пісень Сару Аллен. Регіональний успіх альбому виявився достатнім, щоб підштовхнути його до чарту, досягнувши № 33 20 листопада 1976 року та протримавшись у чарті 38 тижнів.

### 1975—1977: Перші хіти

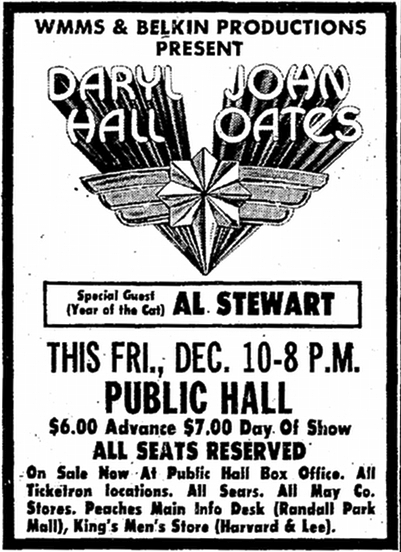
Друкована реклама Belkin Productions, Cleveland Public Hall, WMMS Radio в газеті Простий дилер 5 грудня 1976 р.

Холл і Оутс залишили Atlantic Records після випуску War Babies, щоб приєднатися до RCA Records. Їхній перший альбом для нового лейблу Деріл Холл і Джон Оутс (його шанувальники часто називають срібним альбомом через срібну фольгу на оригінальній обкладинці альбому) став їхнім першим помітним успіхом. Він містив баладу «Сара Смайл», пісню, яку Хол написав для своєї вищезгаданої дівчини Сари Аллен. На ньому також була обкладинка альбому, на якій Холл і Оутс надмірно нафарбовані косметичними рум'янами до такої міри, що вони виглядали як жінки, особливо довговолосий і гладко виголений Холл. Пізніше Холл сказав в інтерв'ю для VH1 «За музикою», що на обкладинці альбому він виглядав як «дівчина, з якою я завжди хотів піти». Цю обкладинку зробив П'єр Ларош, який створив Ziggy Stardust для Девіда Боуї.
«Сара Смайл» став їхнім першим хітом у Топ-10, досягнувши № 4 у чарті Billboard Hot 100 у червні 1976 року. «Вона пішла», перевиданий Atlantic Records після «Сара Смайл», також увійшов до Топ-10, досягнувши № 7 у жовтні 1976 року. Після цих хітів Холл і Оутс випустили більш поп-орієнтований альбом Більше за нас обох пізніше того ж року. Хоча перший сингл альбому — філадельфійська соул-балада «Роби те, що хочеш, будь тим, ким ти є» — ледве потрапив до топ-40, їхній другий сингл «Багата дівчина» став розгромним. Ця пісня стала першим хітом Холла й Оутса, досягнувши першої позиції за тиждень, що закінчився 26 березня 1977 року

### 1977—1978: Нещасні роки таСвященні пісні
Після цієї невеликої серії хітів Холл і Оутс все ще стикалися з труднощами з радіопрограванням. Попри постійні гастролі та ефективний запис альбомів, дует не досяг поп-успіху з ряду причин, головним чином через популярність жанру диско. На той час, коли вони випустили орієнтовані на рок альбоми Краса на глухій вулиці у 1977 році та Вздовж червоного уступу у 1978 році, музика диско була модною та займала більшість місць у популярній музиці.
Протягом цього періоду вони випустили кілька хіт-синглів: пісня «Багата дівчина» («Знову разом») потрапила до топ-40, а «Це сміх» (з «Вздовж Червоного виступу») потрапив у топ. 20 в 1978 році. 1977 року RCA спробували висунути Холла на передній план завдяки його першій сольній композиції Священні пісні. Однак після того, як їм було представлено надзвичайно експериментальний запис (спродюсований Робертом Фріппом із King Crimson), RCA не захотіла випускати те, що, на їхню думку, було некомерційним альбомом. Зрештою альбом Священні пісні вийшов у 1980 році. 

### 1979—1981:X-StaticіVoices
1980-ті роки принесли значні зміни для Холла та Оутса. Пара вважала, що найбільшою перешкодою їхньому успіху було те, що їхню музику фільтрували сторонні продюсери, а студійні музиканти не були знайомі з їхніми власними смаками та думками. 1979 року вони найняли GE Smith (який на той час працював з Деном Гартманом і Девідом Боуї) як головного гітариста, Міккі Каррі як барабанщика, а Том «Ті-Боун» Волк приєднався як басист у 1981 році. Вони також залучили дівчину Холла Сару Аллен (а також її молодшу сестру Жанну) як співавторів з написанням пісень, а також почали робочі відносини з Нілом Керноном, інженером у Voices, який працював співпродюсером на їхніх наступних двох альбомах.  Наприкінці 1979 року Хол і Оутс випустили X-Static, який поєднав рок і диско. Альбом пройшов не дуже добре, хоча «Зачекай мене» таки потрапив у топ-20.
Гурт також хотів вловити звук Нью-Йорка, який на той час став їхнім домом.  У результаті замість запису в Лос-Анджелесі, як вони робили раніше, вони вирішили записуватись у Electric Lady Studios у Нью-Йорку, лише за п'ять хвилин від їхніх квартир, і почали створювати власні записи за допомогою своїх гурт, що гастролює, підтримує їх у студії.
Отриманий альбом «Голоси» був написаний, спродюсований і аранжований Холлом і Оутсом за один місяць відповідно до їх авторизованої біографії «Dangerous Dances» (автор Нік Тошес). Перші два сингли з альбому досить добре посіли чарти, а «Яке це відчуття — повернутися» посіла 30 місце. Добре сприйнята кавер -версія пісні The Righteous Brothers «Ви втратили це почуття любові» не потрапила до Топ-10, досягнувши 12-го місця, але пробула 14 тижнів у Топ-40. Після виходу цієї пісні внесок Оутса як провідного вокаліста в майбутні релізи зменшився. Третій сингл «Поцілунок у моєму списку» посів номер 1 у квітні 1981 року і залишався там протягом трьох тижнів. Наступний сингл «Ти здійснюєш мої мрії» досяг 5 місця в липні того ж року. 
Ще одна добре відома пісня з Голоси — емоційна балада «Щоразу, коли ти йдеш» із потужним головним вокалом Холла, який її написав. У 1985 році британський співак Пол Янг отримав хіт Billboard Number 1 з кавером на пісню Хоча оригінал Холла й Оутса (записаний у стилі мемфісського соулу) ніколи не виходив як сингл, він залишається фаворитом у альбомах дуету з найкращими хітами, а також був представлений в альбомі Apollo Theatre у 1985 році та часто фігурує в їх живий сет донині. 

### 1981—1982:Приватні очі
На той час, коли «Ти здійснюєш мої мрії» падала з хіт-парадів, Холл і Оутс уже випустили свій наступний альбом «Приватні очі». Працюючи в студії, коли Голоси були на піку популярності, вони вже записали більшу частину свого матеріалу та вдосконалили злиття своїх коренів doo-wop і soul з енергією нової хвилі та жорстким роком. Результатом стала класична поп-музика, яку часто вважають одним із найкращих альбомів 1980-х, і був першим альбомом Холла та Оутса, який потрапив до Топ-10 чарту альбомів Billboard 200, тоді як чотири сингли з Приватних очей досягли цього місця. 40 найкращих.
Заголовний трек і «Я не можу піти на це(не можу)» були хітами номер 1, розділені лише десятитижневим перебуванням на першому місці «Фізичний» Олівії Ньютон-Джон. «Я не можу піти на це (не можу)» була однією з небагатьох пісень, коли-небудь записаних білими виконавцями, які досягли першого місця як у R&B, так і в поп-чартах. «Зробив це за хвилину» навесні 1982 року посів 9 місце, а «Твоя уява» посів перше місце. 33.

### 1982—1983:H2Oта зміни смуг
Їхній наступний альбом, H2O, дуже відшліфований, потужний синтезатор, став найуспішнішим альбомом дуету, продажі якого в США врешті наблизилися до чотирьох мільйонів копій. H2O досяг третього місця в чартах Billboard (де він утримувався 15 тижнів) і породив три топ-10 синглів. «Людожер», найбільший хіт їхньої кар'єри, досяг першого місця 18 грудня 1982 року і протримався там чотири тижні.[джерело?]
Душевна балада «Один на один» і кавер-версія «Сімейна людина» Майка Олдфілда досягли 7 і 6 позицій у березні та червні 1983 року відповідно.
|  | Ми намагаємося ризикувати. Наш новий сингл «Людожер» не звучить як щось інше на радіо. Ідея полягає в тому, щоб покращити ситуацію. Деріл Холл — NME — листопад 1982 |

За словами Оутса, вони записали приблизно двадцять пісень для альбому, дев'ять із яких не потрапили до остаточної версії. Далі він сказав, що зазвичай у них залишається п'ять-шість треків на альбом.
Для альбому H 2 O Холл і Оутс внесли кілька постійних змін у свій поточний гурт. Барабанщик Міккі Каррі, який з'явився на деяких треках Приватні очі, включаючи заголовну пісню, повністю замінив Джеррі Маротту. Басист Том Волк, який пантомімою виконав бас Джона Сіглера у відео «Приватні очі», замінив Сіглера на повну ставку.  Ці двоє приєдналися до пережитків гурту — головний гітарист GE Smith і саксофоніст Charles DeChant. Волк продовжував виступати з дуетом до своєї смерті на початку 2010 року, тоді як Каррі повернувся для сесій Роби це заради любові і Сміючись плаче.

### 1983—1984:Рок-н-соул, частина 1
До осені 1983 року Хол і Оутс були одними з найбільших поп-музикантів у Сполучених Штатах. На їхньому рахунку п'ять синглів номер 1, два послідовних альбоми в Топ-10 і були одними з найвідоміших імен на MTV. Кавер-версії на класичну пісню Боббі Хелмса 1957 року «Jingle Bell Rock» — одну з Холом на головному вокалі, а іншу з Оутсом на головному вокалі — випустили на Різдво 1983 року разом із жартівливим відео гурт, який широко транслювався на MTV. 1983 року вони випустили свій перший альбом найбільших хітів під назвою Rock 'n Soul Part 1. Альбом досяг сьомого місця, а дві нові пісні, які були написані та записані для цього альбому, також увійшли до 10 найкращих хітів.
Перший сингл із цього альбому, «Скажи, що не так», шість тижнів боровся за першу позицію разом із піснею Пола Маккартні та Майкла Джексона «Say Say Say» на піку трилероманії. «Скажи, що не так» залишався на другому місці протягом чотирьох тижнів з грудня 1983 по січень 1984 року.
Наступний сингл Холла та Оутса «Освіта дорослих» отримав потужний ефір як на поп-радіо, так і на радіо для темношкірих (сучасних міських) і досяг 8 місця в Billboard Hot 100 у квітні 1984 року. Він супроводжувався темним, орієнтованим на Нью-Йорк музичним відео, дія якого відбувається в печері. Пізніше Оутс сказав VH1, що кліп нагадує телешоу Вижив про кислоту.

### 1984—1985:Великий Бам Бум
Холл і Оутс повернулися в студію в 1984 році після періоду відпочинку, щоб почати роботу над альбомом Великий Бам Бум. Цей альбом мав ще більше електронного, міського стилю, ніж H 2 O, поєднуючи структуру пісень і вокалізацію з останніми технічними досягненнями в записі та відтворенні.  Для альбому використовувалося найскладніше обладнання, яке будь-коли використовувалося в індустрії звукозапису на той час (особливо Синклавір II, одна з перших комп'ютеризованих робочих станцій синтезатора, а також Fairlight CMI). Відомий ікона реміксів і хіп-хопу Артур Бейкер дуже тісно працював з дуетом як консультант і створив танцювальні ремікси чотирьох синглів альбому.
Початкова пісня «Танець на твоїх колінах» (написана Холлом і Бейкером) — це, переважно, шанування Grandmaster Flash і пісні Furious Five «Білі лінії (не робіть цього)».  року перший сингл із альбому «Поза зв'язком» став шостим хітом гурту № 1 8 грудня 1984 року. "Метод сучасного кохання ", який дебютував у поп-чартах, коли «Поза зв'язком» займав 1 місце, досяг 5 місця в лютому 1985 року. «Деякі речі краще не говорити» досягла 18 місця, а «Володіння Одержимість» (пісня, у якій Оутс співає головну роль) досягла 30 місця також у 1985 році. Тур гурту «Live Thru '85» для просування альбому розпочався в листопаді 1984 року за підтримки останнього спортивного автомобіля Pontiac, Fiero. Крім того, Pontiac дозволив Оутсу, досвідченому гонщику-аматору, їздити на заводському гоночному автомобілі Pontiac IMSA GTU у перегонах Camel GT pro. У квітні 1984 року Асоціація звукозаписної індустрії Америки визнала Hall & Oates найуспішнішим дуетом в історії року.

### 1985—1988:Live at the Apolloта інші проєкти
Холл і Оутс майже завжди активно гастролювали для кожного випуску альбому. Але в 1985 році дует зробив перерву після випуску альбому Жити в Аполлоні з Девідом Раффіном і Едді Кендріксом — голосами The Temptations і двома їхніми героями. Це була друга спроба RCA записати концертний альбом Холла та Оутса після випуску Живий час 1978 року. Жити в Аполлонівийшов головним чином для виконання контракту дуету з RCA, і містив 20 найкращих хітів, номінованих на Греммі, з композицією «Те як ви робите, те що ви робите» та «Моя дівчина»; Раффін і Кендрік спочатку записали обидві пісні з The Temptations у 1964 році.
Холл і Оутс співпрацювали в проєкті США для Африки «Ми — Світ», де перший був одним із солістів, а другий — як учасником хору, а також виступали на концерті Live Aid у Філадельфії з Раффіном і Кендріком. Гурт Холла та Оутса також виступив Міком Джаггером на цьому шоу.
Холл, Оутс, Раффін і Кендрік знову виступили на церемонії вручення музичних нагород MTV Video Music Awards у Нью-Йорку пізніше того ж року.
У травні 1985 Холл і Оутс виступили в Муніципальній аудиторії Нашвілла. Незадовго до Live Aid, 4 липня, вони взяли участь у Liberty Concert, благодійному концерті під відкритим небом у Державному парку Ліберті у Джерсі-Сіті, штат Нью-Джерсі, присвяченому реставрації Статуї Свободи, який був знятий для HBO. Це стало великою музичною подією, яка зібрала приблизно 60 000 людей.
У 1986 році Холл увійшов до п'ятірки найкращих хітів США з композицією «Час мріяти» зі свого сольного альбому Три серця в машині щасливого кінця. Цей альбом також увійшов до Топ-40 хітів «Дурна гордість» і Топ-100 хітів «Someone Like You», згодом виконаних дуетом наживо на їхньому «Behind the Music».  Хоча Оутс не мав сольного хіта як співака, він зробив сольний трек до фільму Про останню ніч і був співавтором (разом з Айвою Дейвіс) і виконав бек-вокал у 1987 році Icehouse top 10 US hit " Електрик синій ". Оутс також працював продюсером, співавтором пісень і співвокалістом синглу «Любов — це вогонь» гурту Парашутний клуб, який у 1987 році увійшов до топ-40 хітів Канади.

### 1988—1990: роки Арісти
Холл і Оутс підписали контракт з Arista Records, їхньою третьою звукозаписною компанією, у 1987 році, незадовго до того, як закінчилася низка 10 найкращих хітів, намагаючись Томмі Моттола зберегти з ними контракт, коли закінчилися їхні зобов'язання RCA. Їхній перший альбом для лейблу Ой так!, включав хіти «Все, що душа забажає» (номер 3 у травні 1988 року — останній, що потрапив до Топ-10), «Упущена можливість» та «Життя в центрі міста». Починаючи з Ой так!, релізи альбомів і синглів були зараховані як Деріл Холл Джон Оутс, без «&» або «і» між іменами дуету. Це був останній альбом Холла та Оутса, окрім пакетів найкращих хітів, який отримав платиновий успіх. Для Arista вони записали ще один альбом під назвою Зміна сезонуn. Перший сингл з альбому «Так близько» (співпродюсований Джоном Бон Джові) досяг 11 місця і став останнім великим хітом Hall & Oates. Ще одна пісня з альбому, «Не стримуйте свою любов», була названа SOCAN другою за кількістю виконань піснею в Канаді в 1992 році; він став хітом для фронтмена Австралійського шербету, Деріла Брейтуейта, у його сольні роки, і став основним продуктом Холла та Оутса на концертах. Зміна сезону був більш мейнстрімовим рок-альбомом, ніж їхні попередні роботи. Попри те, що Ой так! і Зміна сезону досягли платинового та золотого статусів відповідно, вони були сприйняті як розчарування. 1989 року вони зробили кавер-версію пісні O'Jays Потяг кохання для фільму Земні дівчата — це легко.

### 1991—2006: Роби це заради любові і Різдвяний альбом
Випадкова співавторка дуету з написання пісень Жанна Аллен померла від лейкемії в 1993 році. Холл і Оутс випустили альбом Календула Небо у 1997 році (їх перший повністю новий студійний альбом за сім років), який включав сучасний хіт для дорослих «Обіцянок недостатньо». Вони також випустили пакет Greatest Hits «VH1 Behind the Music» незабаром після появи на шоу в 2002 році. Холл і Оутс випустили альбом «Роби це заради любові» у 2003 році, заголовна пісня якого стала хітом номер один у Adult Contemporary. Вони також випустили Hall & Oates Live DVD зі спеціального випуску A&E Жити за запитом. Цей альбом став першим випуском (і першим успіхом) для їхнього нового спільного підприємства U-Watch Records. Холл також випустив сольні альбоми Одинока душа (1993) і Не можу перестати мріяти (спочатку вийшов у Японії 1996 року), а також дводисковий концертний сольний альбом під назвою Живу у Філадельфії (2004).
Холл і Оутс зробили кавер на пісню Елтона Джона «Філадельфія Фрідом» на триб'ют-альбомі Джона/ Топіна «Дві кімнати» 1991 року, сказавши в буклеті: «Ми вибрали „Філадельфія Фрідом“, тому що музика настільки близька нашим серцям, а слова представляти те, як ми ставимося до Філадельфії». У 2002 році Оутс випустив власний сольний альбом під назвою «Фанк Шуй» та додатковий DVD. Холл і Оутс також випустили свій перший компакт-диск (здебільшого) каверів, Наша душа, у 2004 році. Він включає деякі з їхніх улюблених R&B пісень, таких як «Я буду поруч» (їх перший запис у Hot 100 за понад десять років), «Люблю технічний нокаут» та «Я можу мріяти про тебе» Дена Гартмана, серед інших.. Холл і Оутс продовжували гастролювати, подорожуючи майже стільки ж, скільки й у минулі роки. Крім того, у листопаді 2005 року вийшов DVD із живим виконанням пісень з Наша душа.
Холл і Оутс випустили різдвяний альбом «Дім на Різдво» 3 жовтня 2006 року, який містив два різдвяні оригінали та кавери, включаючи версію «Це прийшло опівночі ясно», яка стала їхнім другим хітом No1 Сучасні дорослі.

### 2007—2013: сольні проєкти та перерви
У вересні 2007 року представники монреальського гурту Chromeo заявили в прес-релізі: «Справді, кумири Chromeo Холл і Оутс попросили їх співпрацювати з ними в майбутньому альбомі! Зайве говорити, що панове запаморочені, як школярі, коли їм надають таку можливість», — повідомляє Pitchfork Media. Очікувалося, що ця співпраця з Chromeo вийде наприкінці 2008/початку 2009 року та вийшла як Наживо з дому Деріла. 20 травня 2008 року Холл і Оутс були відзначені як Ікони BMI на 56-й щорічній церемонії BMI Pop Awards. Станом на 2008 рік їх авторські пісні отримали 24 нагороди BMI Pop Awards і 14 нагород BMI Million-Air.
Наприкінці 2008 року у дуету відбулося два помітних виступи на національному телебаченні. 27 жовтня Оутс заспівав національний гімн перед п'ятою грою Світової серії 2008 року в Citizens Bank Park у Філадельфії (Холл захворів, і гру було скасовано через дощ після початку 6-го інінгу, але відновлено в жовтні 29, і «Філліс» виграли, вигравши свій перший чемпіонат Світової серії за 28 років). (Хоча Оутс народився в Нью-Йорку, виріс у передмісті Філадельфії та навчався в Університеті Темпл.) Потім, 11 грудня, і Хол, і Оутс з'явилися в останньому епізоді року The Daily Show з Джоном Стюартом. Вони заспівали сатиричну данину поваги Алану Колмсу, коли він через місяць залишав шоу Ханніті та Колмса на Fox News. 24 березня 2009 Холл і Оутс разом виступили в американському телешоу «Танці з зірками». Протягом 2009 року дует записав камео для фільму Знову ти, виконавши «Поцілунок з мого списку» для фінальної сцени та титрів.
22 і 23 травня 2008 року вони виступили в Troubadour через 35 років після першого виступу там на розігріві. Вони зіграли багато популярних добірок, включаючи «Cab Driver» із сольного альбому Холла, а також кілька пісень з альбому Покинута обідня зона, включаючи «Якби я знав тебе краще тоді», яка ніколи раніше не виконувалася наживо. Виступ був записаний як концертний фільм і пізніше вийшов у США як подвійний набір компакт-дисків із DVD/Blu-ray Combo 25 листопада 2008 року. 2009 року живе виконання «Сара Смайл» з цього альбому було номіновано на премію «Греммі» як найкраще поп-виконання дуету або гурту з вокалом, через неймовірні 33 роки після виходу оригінальної пісні. Щодо номінації, Деріл назвав її дійсно несподіванкою. Це стало третім випадком, коли гурт був номінований на премію «Греммі»; інші два рази були в 1981 році для «Приватні очі» і 1983 для «Людоїд».
13 жовтня 2009 року вийшов бокс-сет із 4 компакт-дисків під назвою «Роби те, що хочеш, будь тим, що ти є: музика Деріла Холла та Джона Оутса». Цей набір представляє найповнішу колекцію хітів дуету, оскільки включає пісні від різних лейблів. Також включено три пісні, записані Холлом і Оутсом зі своїми ранніми гуртами до того, як Холл і Оутс створили дует. Коробковий набір було продано 5000 копій за першу годину, а загалом було продано 15 000 копій, згідно з Nielsen SoundScan, досягнувши 89 місця в Billboard 200 23 жовтня 2009 року На одному з останніх концертів у Wachovia Spectrum Hall and Oates і музиканти з Філадельфії The Hooters і Todd Rundgren виступили хедлайнерами концерту під назвою «Останній дзвінок». 2010 року Холл і Оутс вирушили в тур по США «Роби те, що хочеш, будь тим, що ти є». Вони з'явилися на фінальному сезоні American Idol 26 травня 2010 року, виконавши «Ти здійснюєш мої мрії». Також у 2010 році Холл і Оутс оголосили, що приєднаються до бойкоту штату Аризона з боку художників, який нещодавно ухвалив закони проти нелегальних іммігрантів.
8 травня 2012 року вони виступили на реаліті-конкурсі NBC The Voice.

### 2013–тепер: введення в Зал слави, подальші гастролі та відкладений випуск дев'ятнадцятого альбому

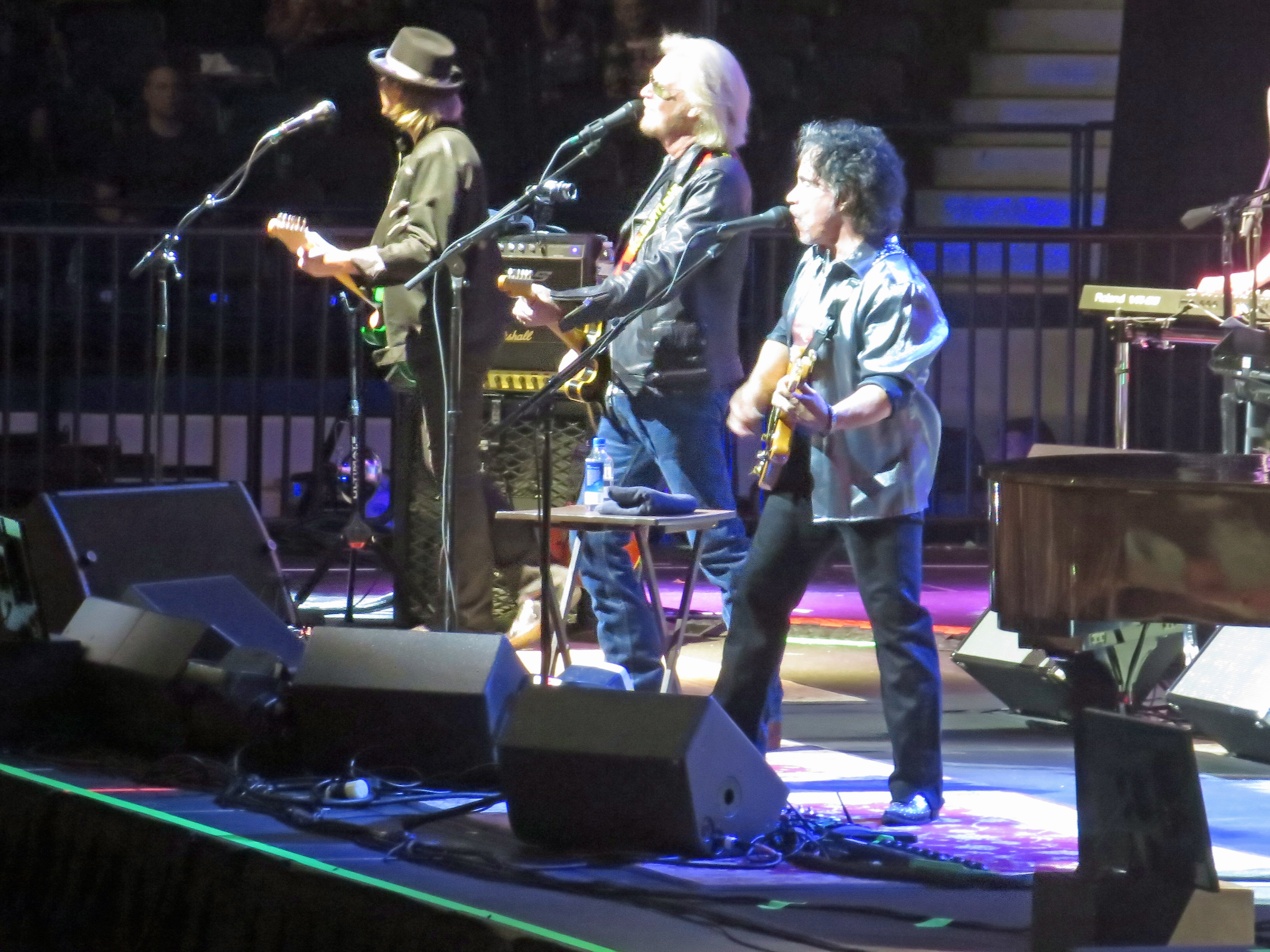
Холл і Оутс виступають наживо в 2017 році на Allstate Arena

16 жовтня 2013 року Холла та Оутса було оголошено номінантами 2014 року на Зал слави рок-н-ролу. 16 грудня 2013 року їх було оголошено вступниками до Залу слави рок-н-ролу 2014 року
Хол розпочав свій щомісячний веб-серіал Наживо з дому Деріла у 2007 році після того, як у нього виникла ідея «пограти з друзями та викласти це в Інтернеті». Серіал показує, як він джемує з різними запрошеними музикантами у своєму будинку в лісі. Запрошені виконавці в шоу представили різноманітні музичні стилі та впливи, серед яких Смокі Робінсон, Роббі Крігер із The Doors, Румер, Нік Лоу, СіЛо Грін, К. Т. Тунстолл, Тодд Рандгрен, Даріус Рукер і Хромео. У 2010 році Live From Daryl's House здобув нагороду Webby Award у категорії Variety.
У травні 2014 року в мережі DIY відбулася прем'єра програми реконструкції дому Холла Daryl's Restoration Over-Hall. 15 липня 2014 Холл і Оутс вперше виступили в Ірландії як дует (раніше вони виступали окремо як сольні гурти) в театрі Олімпія, Дублін. Подія була записана, упакована у вигляді двох CD/DVD і вийшла як «Наживо в Дубліні» у Німеччині 27 березня 2015 року та в США 30 березня 2015 року Холл і Оутс зазначили, що запис концерту також показуватимуть у кінотеатрах по всій країні лише один день.
Дует знявся в епізодичній ролі у фільмі «Пікселі» Хеппі Медісон 2015 року. 2 вересня 2016 року Холл і Оутс отримали зірку на Голлівудській алеї слави за свою роботу в музичній індустрії, розташованій за адресою 6752 Hollywood Boulevard.
У березні 2017 року було оголошено, що вони будуть гастролювати по США з травня по липень 2017 року. 29-денний тур по арені проходив разом із одним із хедлайнерів Tears for Fears. Це включало фестиваль HoagieNation у Філадельфії, створений Hall & Oates. «Святкування всього Філлі» знову відбулося у 2018 та 2021 роках. Hall & Oates також виступили хедлайнерами BluesFest 2017 на лондонській арені O2 28 жовтня 2017 року за підтримки Кріса Айзека. Наступного вечора вони відіграли концерт у Дубліні.
З травня по червень 2019 року вони здійснили свій перший тур Латинською Америкою, відвідавши Аргентину, Чилі та Бразилію. У Сантьяго-де-Чилі Хол сказав: «Ось ми нарешті! Але краще пізно, ніж ніколи». Пізніше вони вперше виступили в Іспанії.
У січні 2020 року Хол заявив, що працює над піснями для наступного альбому дуету. Однак в інтерв'ю 2021 року він зізнався, що хоча пандемія COVID-19 спочатку не вплинула на прогрес, згодом робота зупинилася, оскільки він не хотів випускати нічого, що стане «неактуальним». На момент інтерв'ю він був невпевнений щодо перспектив нового альбому, заявивши, що «все змінилося». Коли в інтерв'ю Лос-Анджелес Таймс у березні 2022 року запитали про можливість нового альбому, Хол все ще був невпевнений, просто сказавши, що «час покаже».

## Написання пісень
В інтерв'ю журналу Juke за 1983 рік Оутса запитали про те, чи виникали конфлікти. Він відповів, що «у нас є творчі розбіжності, але ми їх примиряємо». Він сказав, що якби вони обидва придумали інший спосіб зробити щось, вони спробували б обидва способи, і використали б те, що звучить краще з двох.
У вересні 2022 року в інтерв'ю Club Random з Біллом Махером Холл назвав Оутса суто діловим, а не творчим партнером, а потім перерахував деякі пісні Холла та Оутса, які він насправді записав соло.

## Ім'я
Дует ніколи не любив, коли їх називали «Hall & Oates». В інтерв'ю виданню Esquire Оутс сказав: «Немає жодного альбому, де б говорилося „Холл і Оутс“. Це завжди Деріл Холл і Джон Оутс, із самого початку. Люди цього ніколи не помічають. Ідея „Холла та Оутса“, цього двоголового монстра, цієї речі, — це не те, чого ми коли-небудь хотіли чи любили». В інтерв'ю 2015 року Оутс зазначив, що «це жахлива назва» і що «це було абсолютно свідоме рішення» не бути відомим як «Hall & Oates». «Ми не хотіли бути Everly Brothers, або Логіни та Мессіна, або чимось іншим». У 2017 році в інтерв'ю The Mercury News Холл пояснив, що «ми завжди наполягали на своїх повних іменах тому, що ми вважаємо себе двома окремими артистами. Ми насправді не класичний дует у цьому відношенні». Попри заявлену неприязнь до назви Hall & Oates, у 2015 році гурт подав до суду на компанію граноли з Брукліна за те, що вона назвала один із їхніх продуктів «Haulin' Oats», стверджуючи, що це «добре відома марка» гурту.

## Учасники

### Музичний дует
- Деріл Холл — вокал, гітара, клавішні, мандоліна, вібрафон
- Джон Оутс — гітара, вокал, клавішні

### Акомпануючі музиканти

#### Діючі учасники
- Чарльз ДеШант — саксофон, флейта, перкусія, клавішні, бек-вокал (1976—1985, 1990–тепер)
- Еліот Льюїс — клавішні, бек-вокал (2003—тепер)
- Брайан Данн — барабани, перкусія (2009–тепер)
- Клайд Джонс — бас-гітара, бек-вокал (2011–дотепер)
- Портер Керролл — перкусія, бек-вокал (2011—теперішній час)
- Шейн Теріот — гітари, бек-вокал (2013—теперішній час)

#### Колишні музиканти
- Ніл Розенгарден — саксофон (1972—1973)
- Джонні Ріпп — гітари (1972) (як Whole Oats)
- Майк Маккарті — бас (1972) (як Whole Oats)
- Джим Хелмер — ударні (1972) (як Whole Oats)
- Білл Кіт — педальна сталь (1972)
- Leland Sklar — бас (1973, 1976—1977) (студія)
- Paul Ians — гітари (1973)
- Кенні Аронсон — бас (1973—1974)
- Віллі Вілкокс — ударні (1973—1974)
- Рік Лерд — бас (1974)
- Едді Зін — ударні (грудень 1974 — липень 1977)
- Девід Кент — клавішні (1975—1978)
- Тодд Шарп — гітара, бек-вокал (1975 — червень 1977)
- Стівен Діз — бас, бек-вокал (1976 — лютий 1977)
- Калеб Куай — гітари (1977—1979)
- Кенні Пассареллі — бас (червень 1977 — японський тур, вересень 1980)
- Роджер Поуп — ударні (1977—1979)
- Джефф Поркаро — ударні (1977) (студія)
- Г. E. Smith — соло-гітари, клавішні, бек-вокал (1979—1980, 1981—1985)
- Джеррі Маротта — ударні (1979 — японський тур, лютий 1980)
- Чак Бургі — ударні (1980)
- Джефф Сауворт — гітара (1980)
- Джон Зіглер — бас (турне по Японії, лютий 1980 р. — турне по США, груд.1981)
- Ларрі Фаст — клавішні (1980—1982)
- Tom «T-Bone» Wolk — бас, гітара, бек-вокал, музичний керівник (1981—2010; його смерть)
- Міккі Каррі — ударні (1981—1985)
- Майк Клвана — клавішні (1983 — Японський тур 1990)
- Кіт Мерріт — перкусія (1985)
- Роббі Кілгор — клавішні (1985)
- Уеллс Крісті — клавішні, синклавір (1985)
- Джиммі Мейлен — перкусія (1985)
- Ленні Пікетт — тенор-саксофон (1985)
- Стів Елсон — баритон-саксофон (1985)
- Mac Gollehon — труба (1985)
- «Hollywood» Paul Litteral — труба (1985)
- Рей Андерсон — тромбон (1985)
- Тоні Бірд — ударні (1986, 1988—1989)
- Боб Мейо — клавішні, гітари, бек-вокал (1988—1994, 1996—1998)
- Марк Рівера — саксофон, перкусія, клавішні, бек-вокал (1988—1989)
- Майк Браун — ударні (1988 — вер.2010)
- Larry Tagg — бас, бек-вокал (1990)
- Джиммі Ріпп — гітари (1990)
- Касім Султон — бас, клавішні, бек-вокал (1991 — квітень 1992)
- Ліза Хейні — віолончель (1991—1992)
- Ейлін Айверс — скрипка (1991—1992)
- Сьюзі Дейвіс — клавішні, бек-вокал (1993—1994) (тур Деріла Холла «Soul Alone»)
- Alan Gorrie — бас, бек-вокал (1993—1994) (тур Деріла Холла «Soul Alone»)
- Роккі Брайант — ударні (1993—1994) (тур Деріла Холла «Soul Alone»)
- Білл Вайт — гітари (1993—1994) (тур Деріла Холла «Soul Alone»)
- Норман Хедман — перкусія, бек-вокал (1993—1994) (тур Деріла Холла «Soul Alone»)
- Кіа Джеффріс — бек-вокал (1993—1994) (тур Деріла Холла «Soul Alone»)
- Джефф Левін — клавішні (японське турне 1995, 1999—2001)
- Еверетт Бредлі — перкусія, бек-вокал (1996, 2006—2010)
- Пол Песко — гітара (1997—2001, 2010—2013)
- Джефф Катанія — гітара (2001—2006)
- Джон Корба — клавішні, гітара, бек-вокал (2002—2003)
- Зев Кац — бас (2006 — осінь 2011)
- Джим Гордон — барабани
- Бред Фідель — клавіатури[59]
- Пет Колінз — бас (Temptones)

## Дискографія
- Овес (1972)
- Покинута сніданок (1973)
- Діти війни (1974)
- Деріл Холл і Джон Оутс (1975)
- Більше за нас обох (1976)
- Красуня на глухій вулиці (1977)
- Вздовж червоного виступу (1978)
- X-Static (1979)
- Голоси (1980)
- Приватні очі (1981)
- H 2 O (1982)
- Великий Бам Бум (1984)
- Ой так! (1988)
- Зміна сезону (1990)
- Marigold Sky (1997)
- Зроби це заради кохання (2003)
- Наша душа (2004)
- Додому на Різдво (2006)

## Подальше читання
- Fissinger, Laura, Hall & Oates (Mankato: Creative Education, 1983).
- Гуч, Бред, Холл і Оутс: їхні життя та музика (1985).978-1-250-08266-4
- Tosches, Nick, Dangerous Dances: The Authorized Biography (Нью-Йорк: St. Martin's Press, 1984).